# سيلسو دي ماتوس
سيلسو دي ماتوس هو لاعب كرة قدم برتغالي وبرازيلي في مركز الوسط، ولد في 1 أغسطس 1947 في ريو دي جانيرو في البرازيل. شارك مع منتخب البرتغال لكرة القدم. أما مع النوادي، فقد لعب مع نادي بوافيشتا ونادي بورتو ونادي غوياس.

## وصلات خارجية
- سيلسو دي ماتوس على موقع ناشيونال فوتبول تيمز (الإنجليزية)
- سيلسو دي ماتوس على موقع عالم كرة القدم.نت (الإنجليزية)